# Versace
«Gianni Versace S.p.A.» ([МФА: [ˈdʒanni veɾˈsaːʧe]], скорочено Versace, вимовляється «Версаче») — італійська компанія, виробник модного одягу та інших предметів розкоші. Компанія була утворена в 1978 році модельєром Джанні Версаче, після смерті засновника в 1997 році компанію очолила його сестра Донателла. Емблемою компанії служить медуза Ронданіні, яку Джанні Версаче асоціював з фатальною спокусою.

## Діяльність

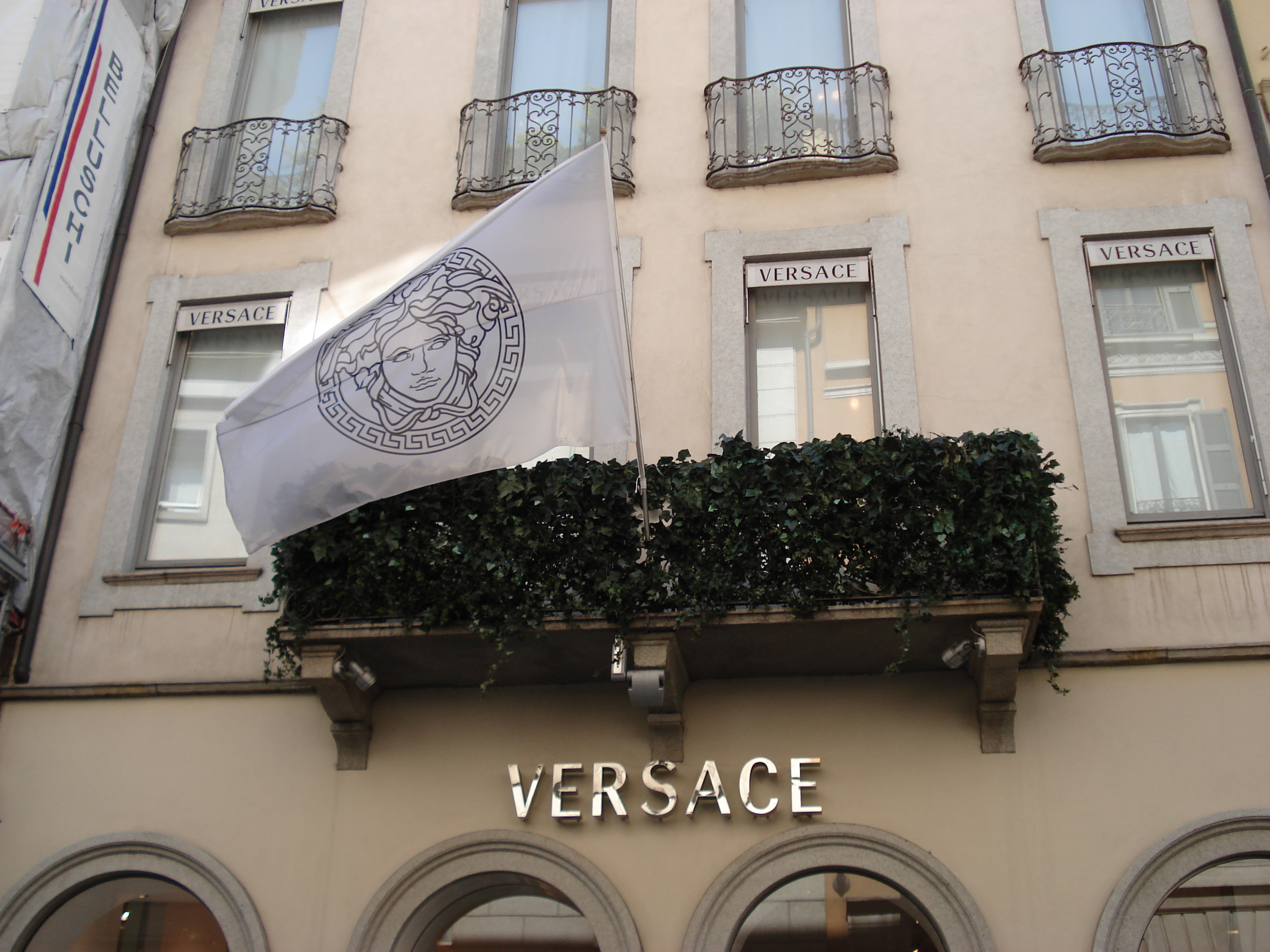
Бутик Versace у Мілані на віа Монтенаполеоне

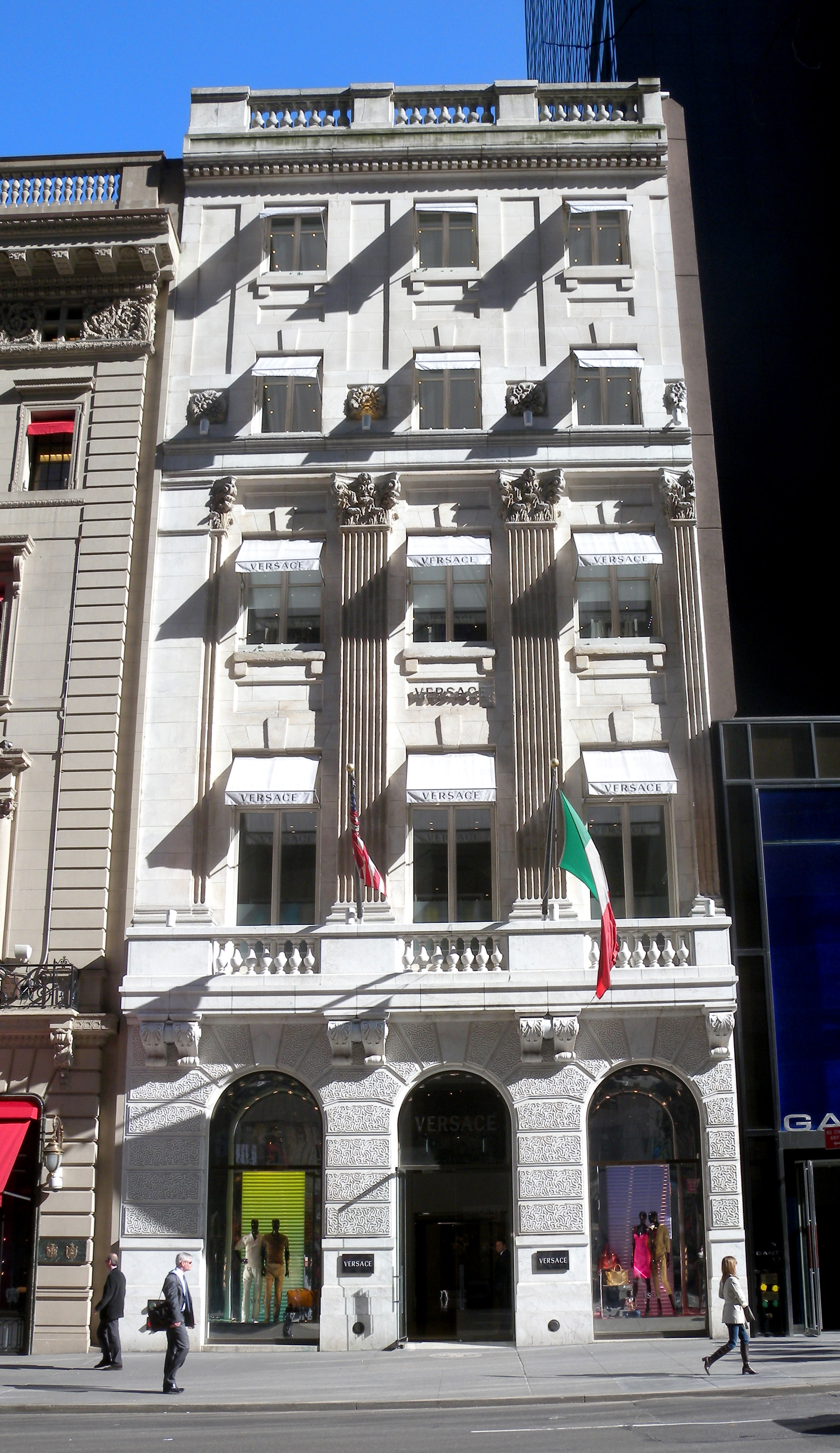
П'ята авеню, Нью-Йорк, США

Основна лінія Versace спеціалізується на виробництві і торгівлі предметами розкоші: одягу для жінок і чоловіків, косметики і парфумерії, аксесуарів, ювелірних виробів, годинників і предметів інтер'єру. Спільно з компанією Ermenegildo Zegna шиється ряд чоловічого одягу Versace Collection. Працює над виробництвом чоловічого ділового одягу. Atelier Versace випускає власну колекцію «от кутюр».
Інший сегмент компанії орієнтується головним чином на більш молоду публіку та складається з молодіжної модної лінії Versus, яка з 1990 року перебуває під управлінням Донателли Версаче, у 2004 році майже припинила своє існування, але в 2009 році була заново відроджена під керівництвом молодого британського дизайнера Крістофера Кейна . Також до цього сегмента належать лінійки Versace Sport і VJC Versace Jeans Couture.
Компанія Versace також володіє готелем класу люкс у австралійського Голд-Кост, на 2010 рік заплановано відкриття другого готелю в Дубаї.

## Реклама
У рекламних кампаніях Versace в різний час брали участь зірки першої величини, такі як Мадонна, Жан Клод Ван Дам, Джон Бон Джові, Демі Мур, Геллі Беррі, Джонатан Ріс-Маєрс, Ештон Кутчер, Брітні Спірс і Крістіна Агілера. У рекламі колекцій також знімалися такі топ-моделі, як Жизель Бюндхен, Керолін Мерфі, Шалом Харлоу, Лінда Євангеліста, Тетяна Сорокко, Дарина Вербова, Крісті Тарлінгтон, Кейт Мосс і Наталія Водянова.
Шанувальниками марки є Елтон Джон, Елізабет Херлі, Ексл Роуз, Бейонсе і Lady Gaga. Принцеса Діана також любила одяг марки Versace, їй було запропоновано 1 млн доларів за вихід на подіум після розлучення з принцом Чарльзом. У носінні одягу Versace були також помічені репери Notorious BIG і Тупак Шакур.

## Бутики
На 2016 рік компанія налічує близько 1500 бутиків в більш, ніж 60 країнах світу, включаючи міста-законодавці моди (Рим, Париж, Лондон, Нью-Йорк, Дубаї, Гонконг).